# Skalica
Skalica (deutsch Skalitz, ungarisch Szakolca, lateinisch Sakolcium) ist die größte Stadt im gleichnamigen Okres im nördlichsten Westen der Slowakei.

## Geschichte
Der Ort wurde 1217 zum ersten Mal als Zaculcza erwähnt. Der Name bezieht sich auf den Felsen, auf dem die erste Ansiedlung errichtet wurde.
Die Siedlung wurde um einen seltenen dreiecksförmigen Platz im Mittelalter angelegt. 1372 bekam sie das Stadtrecht und gleichzeitig das Privileg der Königlichen Freistadt verliehen. 1428 wurde sie durch die Hussiten heimgesucht und ein Großteil der vorwiegend deutschsprachigen Bevölkerung wurde vertrieben oder floh. Im Laufe des 16. Jahrhunderts ließen sich hier Habaner nieder.
1918 war die Stadt für 8 Tage Sitz der tschechoslowakischen Regierungsdelegation, welche von hier aus erfolglos versuchte, die Kontrolle über die damals noch ungarisch kontrollierte Slowakei zu übernehmen.
Im Jahre 1923 wurde Skalica zum Sitz eines Landkreises. Im Jahr 1960 wurde der Landkreis im Zuge der Gebietsreorganisation aufgelöst und die Stadt kam zum Landkreis Senica. Im Jahre 1996 wurde sie wieder zur Landkreisstadt. Bis Dezember 2007 war auch das Gebiet Seče eine Katastralgemeinde der Stadt.

## Sehenswürdigkeiten
Neben den Resten einer Stadtmauer gibt es im Ort eines der ältesten slowakischen Bauwerke, die romanische Georgs-Rotunde aus dem 12. Jahrhundert, welcher im 17. Jahrhundert eine barocke („welsche“) Haube aufgesetzt wurde. Dazu gibt es auch viele kirchliche Bauten, so die Michaelskirche, ein ehemaliges Franziskanerkloster sowie drei weitere Klöster. Interessant sind weiterhin das spätrenaissancene Rathaus sowie das Kulturhaus von 1905 im sezessionistischen Stil.

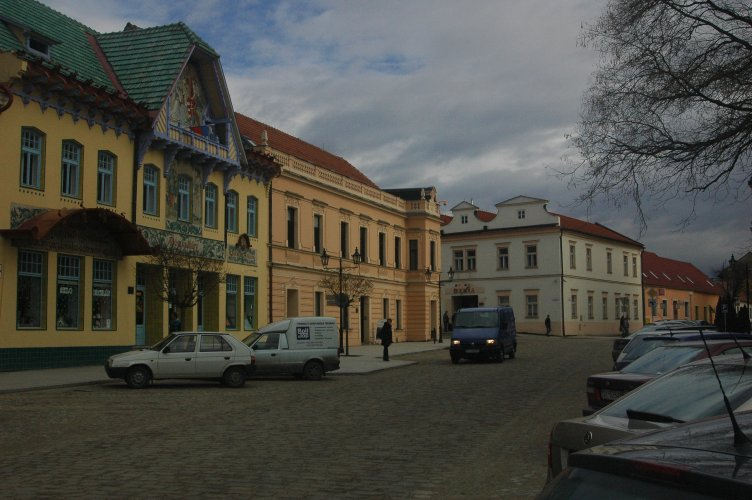
Zentrum von Skalica

## Bevölkerung
| Jahr                | 1994   | 2004    | 2014    | 2024    |
| ------------------- | ------ | ------- | ------- | ------- |
| Anzahl der Personen | 14.916 | 14.984  | 14.749  | 15.440  |
| Unterschied         |        | +0,45 % | −1,56 % | +4,68 % |

| Jahr                | 2023   | 2024    |
| ------------------- | ------ | ------- |
| Anzahl der Personen | 15.461 | 15.440  |
| Unterschied         |        | −0,13 % |

Laut der Volkszählung von 2001 waren von 15.013 Einwohnern 94,84 % Slowaken, 3,61 % Tschechen, 0,64 % Roma und 0,91 % andere. Die am häufigsten vertretene Konfession war mit 70,15 % die römisch-katholische, gefolgt von der evangelischen mit 6,67 %. 19,92 % waren konfessionslos und 2,45 % machten keine Angaben.

## Bildung
Neben den allgemeinbildenden Schulen wurde im Jahr 2005 die private Mitteleuropäische Hochschule Skalica gegründet.

## Sport
- HK Skalica, Eishockeyverein in der 1. Liga
- MFK Skalica, Fußballverein in der 2. Liga

## Persönlichkeiten
- Martin Durgalu, evangelischer Pfarrer und slowakischer Volksaufklärer Anfang des 19. Jahrhunderts
- Daniel Sloboda (1809–1888), evangelischer Geistlicher, Botaniker, Übersetzer und Ethnograph
- János Csernoch (1852–1927), römisch-katholischer Geistlicher, Erzbischof von Esztergom 1912–1927
- Robert Hartberg (1870–1932), Schauspieler
- Marián Varga (1947–2017), Komponist und Musiker der Postmoderne
- Katarina Madovčik (* 1952), slowakisch-schweizerische Schriftstellerin
- Dobroslav Trnka (1963–2023), ehemaliger Generalstaatsanwalt
- Renata Alt (* 1965), deutsch-slowakische Politikerin der FDP
- Ján Záhončík (* 1965), Leichtathlet
- Pavol Rybár (* 1971), Eishockeytorwart
- Vlado Kumpan (* 1972), Trompeter, Flügelhornist und Kapellmeister
- Žigmund Pálffy (* 1972), Eishockeyspieler
- Helena Krajčiová (* 1975), Schauspielerin und Sängerin
- Richard Stehlík (* 1984), Eishockeyspieler
- Marián Studenič (* 1998), Eishockeyspieler

## Partnerstädte
Freyburg/U. (Deutschland)
Schwechat (Österreich)